# Dauchingen

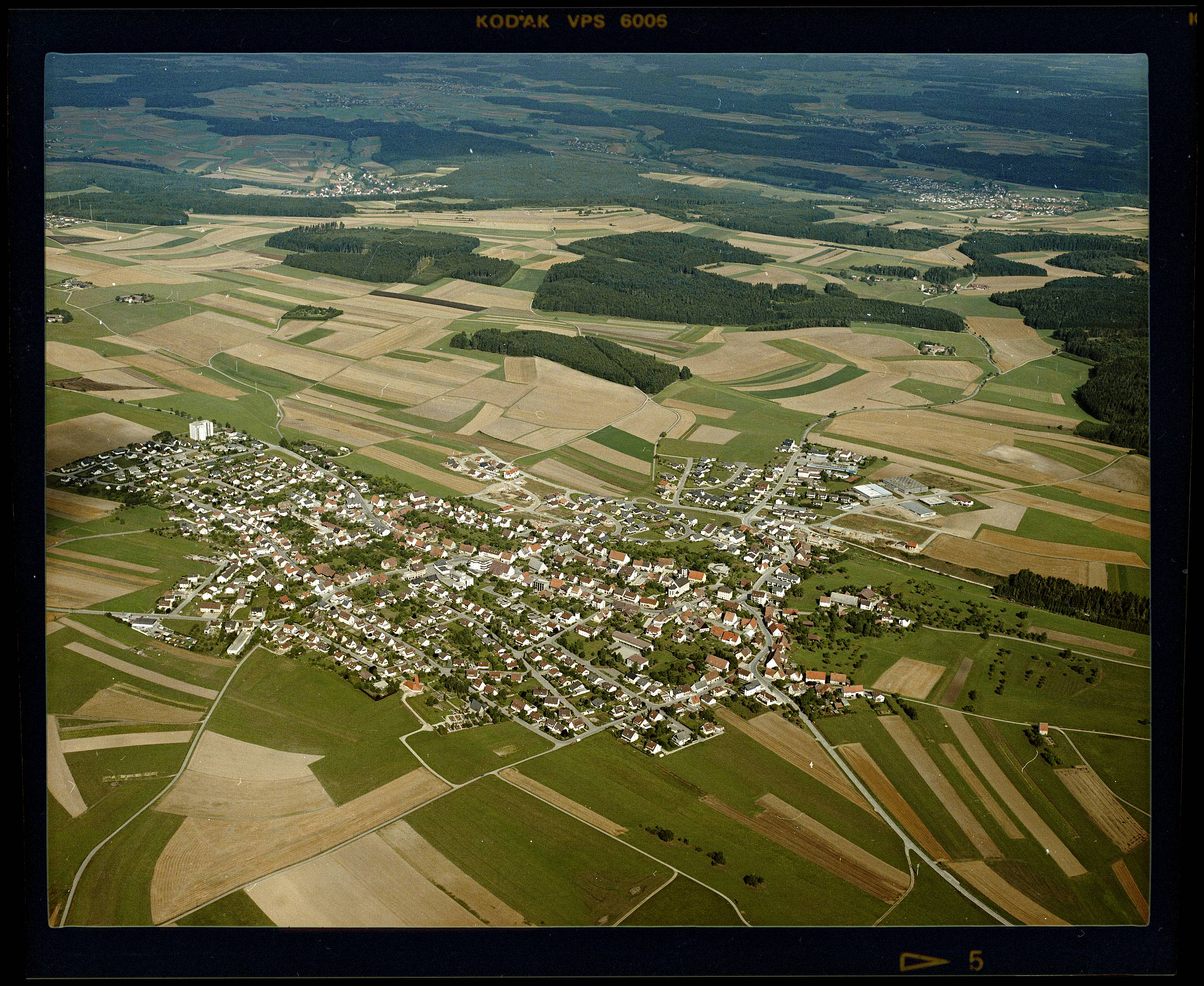
Luftbild von Dauchingen (1983)

Dauchingen ist eine Gemeinde in Baden-Württemberg im Schwarzwald-Baar-Kreis.

## Geografie

### Geografische Lage
Dauchingen liegt auf der flach-welligen, nach Osten abflachenden Baarhochfläche, die im Osten steil ins Tal des oberen Neckars, der im Südosten wenige hundert Meter die Gemarkung durchfließt, abfällt. Die Entfernung zur Kreisstadt Villingen-Schwenningen beträgt vier Kilometer, zu Niedereschach fünf und zu Trossingen sechs Kilometer.

### Flächennutzung
Die Ortslage ist umgeben von landwirtschaftlich intensiv genutzten Flächen. Schützenswerte Biotope sind nicht mehr erhalten. Eine Ausnahme bilden die am östlichen und zum Teil am südlichen Ortsrand gelegenen Obstbaumflächen und wegbegleitenden Vogelschutzgehölze.
Das Neckartal im Osten Dauchingens ist als Landschaftsschutzgebiet ausgewiesen. Die Johann-Linde ist Naturdenkmal.

### Nachbargemeinden
Die Gemeinde grenzt im Norden an Niedereschach, im Osten an Deißlingen im Landkreis Rottweil und im Süden und Westen an Villingen-Schwenningen.

### Gemeindegliederung
Zur Gemeinde Dauchingen gehören das Dorf Dauchingen, Haus und Gehöft Längetalhof, das Gehöft Neckartalmühle und das Haus Auf Firsten. Im Gemeindegebiet liegen die abgegangenen Ortschaften Hinterhöfen, Riesenburg, Turm ze Tochingen und Zaunstetten.

### Schutzgebiete
In Dauchingen liegt das Landschaftsschutzgebiet Neckartäle, das ebenso wie das Schopfelestal zum FFH-Gebiet Baar, Eschach und Südostschwarzwald  gehört. Daneben hat Dauchingen Anteile am Vogelschutzgebiet Baar.

## Geschichte
Dass Römer im Gebiet Dauchingens gesiedelt haben, ist durch Funde nachweisbar. Im 3. Jahrhundert siedelten sich dann hier Alemannen an. Eine erste urkundliche Erwähnung gibt es in den Gründungsberichten des Klosters Sankt Georgen im Schwarzwald unter den Namen Taichingen und Töchingen. Nach wechselnden Herrschaftsverhältnissen vom 11. bis 15. Jahrhundert – Zähringer, Fürstenberger und Hohenzollern – kam Dauchingen 1479 bis 1803 an die Stadt Rottweil und wurde damit württembergisch. Durch den Pariser Vertrag von 1810 wurde Dauchingen dann aber dem Großherzogtum Baden zugesprochen.

## Politik

### Verwaltungsgemeinschaft
Die Gemeinde gehört der Vereinbarten Verwaltungsgemeinschaft Villingen-Schwenningen an.

### Gemeinderat

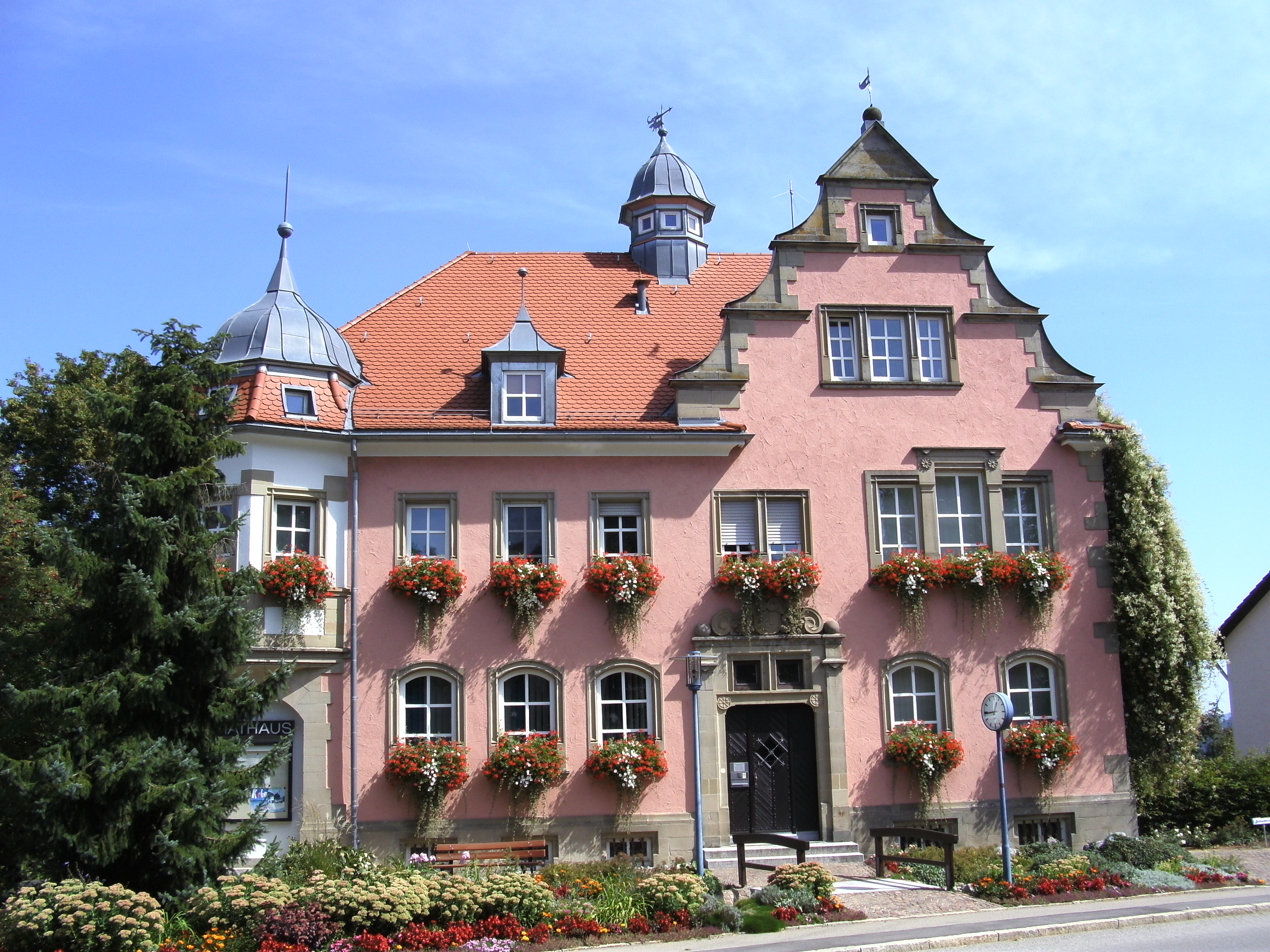
Das Rathaus Dauchingens

Der Gemeinderat in Dauchingen besteht aus den zwölf gewählten ehrenamtlichen Gemeinderäten und dem Bürgermeister als Vorsitzendem. Der Bürgermeister ist im Gemeinderat stimmberechtigt.
Die Kommunalwahl am 9. Juni 2024 führte zu folgendem Endergebnis (mit Vergleichszahlen voriger Wahlen):
| Parteien und Wählergemeinschaften | Parteien und Wählergemeinschaften           | % 2024 | Sitze 2024 | % 2019 | Sitze 2019 | % 2014 | Sitze 2014 | Kommunalwahl 2024 %50403020100 18,5 % (−16,3 %p)38,1 % (+8,5 %p)43,4 % (+7,8 %p) FWUBCDU20192024 |
| FW                                | Freie Wähler                                | 18,5   | 2          | 34,8   | 4          | 36,35  | 4          | Kommunalwahl 2024 %50403020100 18,5 % (−16,3 %p)38,1 % (+8,5 %p)43,4 % (+7,8 %p) FWUBCDU20192024 |
| UB                                | Unabhängige Bürger für Dauchingen           | 38,1   | 5          | 29,6   | 4          | 32,49  | 4          | Kommunalwahl 2024 %50403020100 18,5 % (−16,3 %p)38,1 % (+8,5 %p)43,4 % (+7,8 %p) FWUBCDU20192024 |
| CDU                               | Christlich Demokratische Union Deutschlands | 43.4   | 5          | 35,6   | 4          | 32,16  | 4          | Kommunalwahl 2024 %50403020100 18,5 % (−16,3 %p)38,1 % (+8,5 %p)43,4 % (+7,8 %p) FWUBCDU20192024 |
| Gesamt                            | Gesamt                                      | 100    | 12         | 100    | 12         | 100    | 12         | Kommunalwahl 2024 %50403020100 18,5 % (−16,3 %p)38,1 % (+8,5 %p)43,4 % (+7,8 %p) FWUBCDU20192024 |
| Wahlbeteiligung                   | Wahlbeteiligung                             | 63,6 % | 63,6 %     | 61,8 % | 61,8 %     | 57,9 % | 57,9 %     | Kommunalwahl 2024 %50403020100 18,5 % (−16,3 %p)38,1 % (+8,5 %p)43,4 % (+7,8 %p) FWUBCDU20192024 |

### Bürgermeister
Torben Dorn (parteilos) ist seit dem 1. Januar 2012 Bürgermeister Dauchingens. Am 13. Oktober 2019 wurde er mit 97,0 Prozent der gültigen Stimmen für eine weitere Amtszeit von acht Jahren gewählt.
Frühere Bürgermeister waren von 1965 bis 1992 Elmar Österreicher und von 1992 bis 2011 Anton Bruder.

### Wappen
| Wappen der Gemeinde Dauchingen | Blasonierung: „In Rot ein linksgewendeter goldener (gelber) Löwe mit einer gestürzten silbernen (weißen) Pflugschar zwischen den Vorderpranken.“ |
| Wappen der Gemeinde Dauchingen | Wappenbegründung: Dauchingen gehörte bis 1803 zum Gebiet der Reichsstadt Rottweil, kam danach an Württemberg und 1810 an Baden. Vor der Mitte des 19. Jahrhunderts benutzte die Vogtei Dauchingen ein Siegel, das das badische Staatswappen von 1807 enthielt: In schräglinks geteiltem Feld oben ein Schrägbalken, unten ein Löwe. Später verwendete die Gemeinde einen Farbstempel, der im Wappenschild einen linksgewendeten Löwen – zweifellos der sogenannte Zähringer Löwe aus dem Staatswappen von 1807 – mit einem D in den Vorderpranken zeigt. 1902 schlug das Generallandesarchiv das heute gültige Wappen vor, das zunächst vom Gemeinderat nicht gebilligt, gleichwohl nach 1945 im Siegel geführt wurde. Um Klarheit zu schaffen, suchte die Gemeinde um das Recht zur Führung dieses Wappens und einer Flagge nach, welches vom Innenministerium am 18. August 1961 verliehen wurde. |

### Gemeindepartnerschaft
Dauchingen pflegt seit 2000 eine Partnerschaft mit der Gemeinde Huttendorf im Elsass.

## Wirtschaft und Infrastruktur

### Verkehr
Der ÖPNV in Dauchingen wird vom Verkehrsverbund Schwarzwald-Baar gewährleistet. Etwa drei Kilometer östlich Dauchingens besteht am Bahnhof Trossingen Anschluss an die Bahnstrecke Rottweil–Villingen.
Durch den Ort führt die Landesstraße 423. Am Südrand des Gemeindegebietes trifft sie auf die Bundesstraße 523, über die die Bundesstraße 27 und die Autobahn 81 in etwa vier Kilometern erreichbar sind.

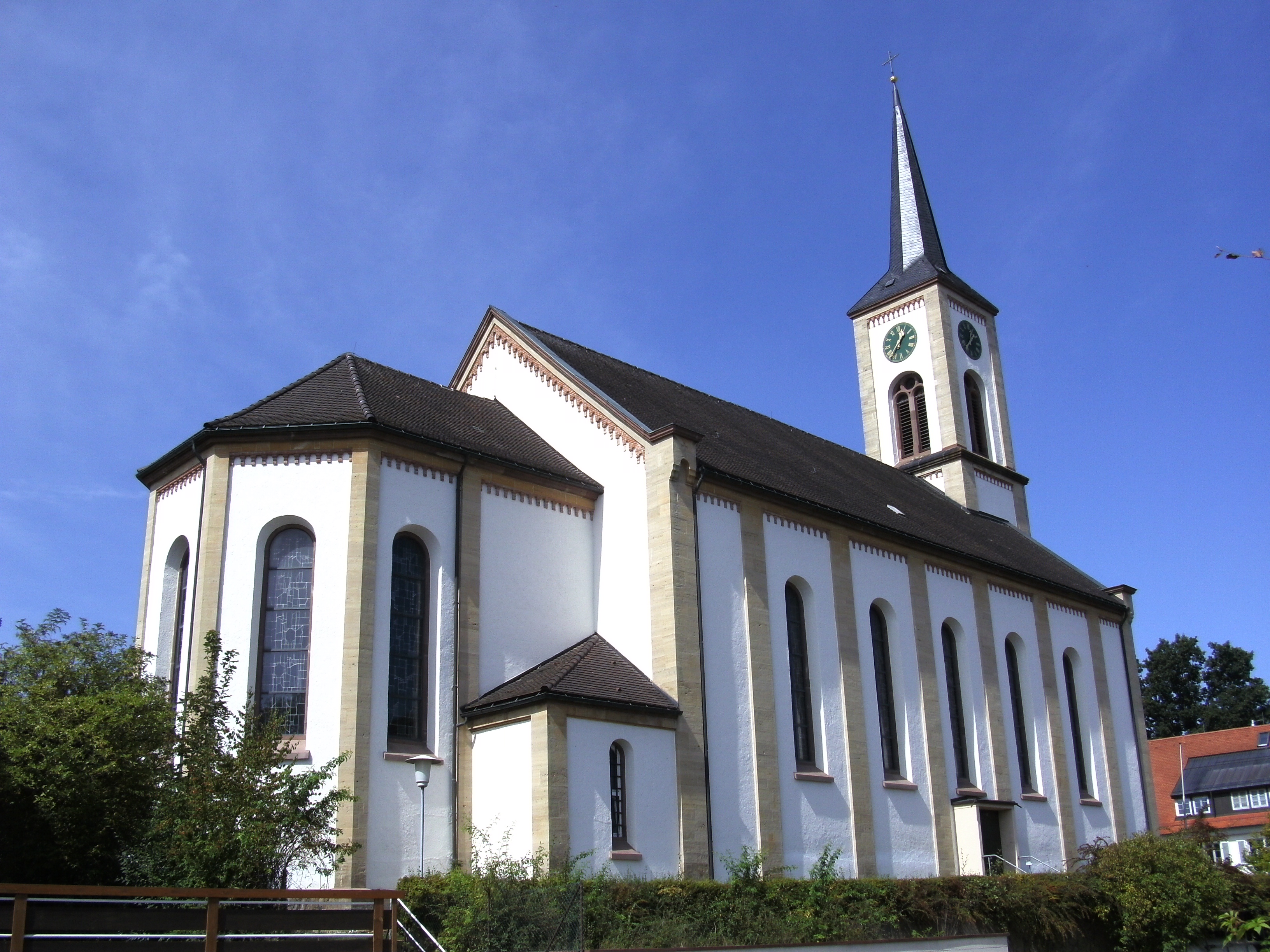
Katholische Kirche St. Cäcilia

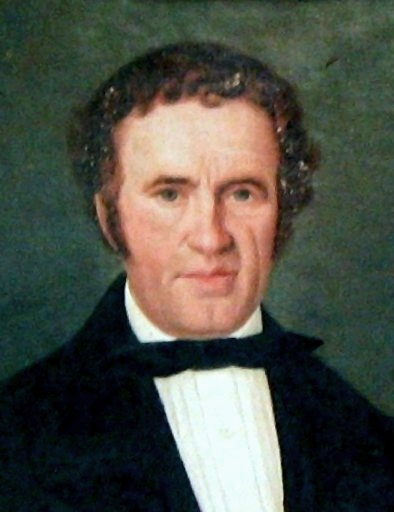
In Dauchingen geboren: Der Uhrmacher Lorenz Bob

### Ansässige Unternehmen
In Dauchingen besteht mit der Spar- und Kreditbank Dauchingen eG eine Genossenschaftsbank. Diese fusionierte 2018 mit der Volksbank Schwarzwald Baar Hegau.

### Bildung
Dauchingen verfügt über eine eigene Grund- und Hauptschule mit Werkrealschule.

## Persönlichkeiten

### Söhne und Töchter der Stadt
- Lorenz Bob (1805–1878), Uhrmacher
- Balthasar Burkart (1896–1960), Politiker (BCSV/CDU), MdL Baden

### Persönlichkeiten mit Verbindung zur Gemeinde
- Marco Caligiuri (* 1984), Fußballspieler, lange hier wohnhaft
- Daniel Caligiuri (* 1988), Fußballspieler, lange hier wohnhaft